# Цик (Мазовецьке воєводство)
Цик (пол. Cyk) — село в Польщі, у гміні Чарня Остроленцького повіту Мазовецького воєводства.
Населення — 202 особи (2011).
У 1975-1998 роках село належало до Остроленцького воєводства.

## Демографія
Демографічна структура станом на 31 березня 2011 року:
|          | Загалом | Допрацездатний вік | Працездатний вік | Постпрацездатний вік |
| -------- | ------- | ------------------ | ---------------- | -------------------- |
| Чоловіки | 106     | 25                 | 70               | 11                   |
| Жінки    | 96      | 24                 | 47               | 25                   |
| Разом    | 202     | 49                 | 117              | 36                   |